# Danuta Łozińska
Danuta Łozińska z domu Żaczkowska (ur. 24 września 1921 w Warszawie, zm. 12 września 2014 tamże) – polska lekarz neonatolog, profesor zwyczajny nauk medycznych.

## Życiorys
Córka Leona Wawrzyńca Żaczkowskiego i jego żony Marii Benigny z Kazimierskich. Uczęszczając do szkoły powszechnej wstąpiła do harcerstwa, naukę kontynuowała w gimnazjum Haliny Gepnerówny. Po egzaminie dojrzałości zdawała egzaminy wstępne na Wydział Chemiczny Politechniki Warszawskiej, naukę miała rozpocząć w październiku 1939. Po wybuchu II wojny światowej w listopadzie 1939 zgodnie z rozkazem harcmistrzyni Janiny Tworkowskiej zorganizowała tajną drużynę harcerską, została drużynową XI Drużyny Związku Harcerstwa Polskiego, a następnie Szarych Szeregów. Od 1941 studiowała w konspiracyjnej szkole sanitarnej doc. Jana Zaorskiego, rok później została wcielona w szeregi Armii Krajowej i pełniła funkcję łączniczki w randze starszego sierżanta. Podczas powstania warszawskiego służyła w plutonie łączności. Po wyzwoleniu rozpoczęła studia na Wydziale Medycznym Uniwersytetu Warszawskiego, gdzie w 1948 otrzymała dyplom lekarza. Staż lekarski odbyła w Szpitalu Śródmiejskim i Szpitalu Dziecięcym przy ulicy Litewskiej w Warszawie, do grona jej nauczycieli należeli prof. Rajmund Barański, prof. Antoni Chrościcki, prof. Irena Kanabus. Kontynuowała naukę uzyskując specjalizację I stopnia w 1953 z pediatrii. W 1953 została kierownikiem oddziału noworodków w Studium Doskonalenia Lekarzy, w szpitalu przy ulicy Działdowskiej. Od 1961 pracowała jako pierwszy ordynator Kliniki Położnictwa warszawskiego Szpitala Bielańskiego i pełniła tę funkcję do 1980. W 1968 Danuta Łozińska uzyskała stopień doktora nauk medycznych, do 1972 wykładała w Studium Doskonalenia Lekarzy, a po jego przekształceniu w Centrum Medycznym Kształcenia Podyplomowego. Od 1 kwietnia 1980 rozpoczęła pracę w szpitalu dziecięcym w Dziekanowie Leśnym, a od 1983 jako kierownik Oddziału Klinicznego Neonatologii SPSK im. Prof. W. Orłowskiego Centrum Medycznym Kształcenia Podyplomowego, należała do czołówki terapeutów w zakresie konfliktu serologicznego. W 1990 przeszła w stan spoczynku. Od 1992 członek honorowy Polskiego Towarzystwa Pediatrycznego. Pochowana na cmentarzu Powązkowskim (kwatera 282-5-4).

## Odznaczenia
- Krzyż Walecznych – 1974[6]
- Złoty Krzyż Zasługi – 1984[6]
- Medal Wojska – 1948 (czterokrotnie)[6]
- Krzyż Armii Krajowej – 1976[6]
- Warszawski Krzyż Powstańczy – 1991
- Odznaka Weterana Walk o Niepodległość – 1995[6]
- Odznaka pamiątkowa Akcji Burza – 1994[6]